# يوهان فيكتور كريمر
يوهان فيكتور كريمر (بالألمانية: Johann Victor Krämer)‏ هو مصور ورسام نمساوي، ولد في 23 أغسطس 1861 في Adamov (Blansko District) ‏ في التشيك، وتوفي في 6 مايو 1949 في فيينا في النمسا.